# James Woods
James Howard Woods (* 18. dubna 1947 Vernal, Utah) je americký herec.

## Počátky
Narodil se ve městě Vernal ve státě Utah do rodiny Gaila Peytona Woodse, vojenského úředníka (zemřel v roce 1960) a Marthy Woods. Studoval na institutu technologie v Massachusetts. Byl také členem dramatického spolku Dramashop, kde hrál a režíroval. Dle vlastních slov se stal hercem díky otci Bena Afflecka, Tima.

## Kariéra
Před kamerou se poprvé objevil v roce 1971 v televizním filmu All the Way Home. Českým divákům pak může být znám z velké spousty úspěšných celovečerních filmů. K těm nejznámějším patří snímky jako Tenkrát v Americe, Půlnoční podraz, Casino, Smrt panen, John Q. nebo Buď v klidu.
Objevil se také v hlavní roli seriálu Žralok.

## Ocenění
Woods je držitelem Zlatého glóbus z roku 1986 za televizní film Promise. Na toto ocenění byl pak nominován ještě osmkrát. Obdržel také dvě nominace na Oscara. Získal dalších 19 ocenění, k nimž patří také dvě ceny Emmy. Celkem byl nominován na 29 ocenění.

## Osobní život
Obchoduje s historickými artefakty, hraje poker, golf a rád vaří.

## Vybraná filmografie

### Filmy
- 1973 – Takoví jsme byli
- 1974 – Gambler
- 1983 – Videodrome
- 1984 – Tenkrát v Americe
- 1986 – Salvador
- 1988 – Polda
- 1989 – Obhájce pravdy
- 1991 – Poldovi v patách
- 1992 – Půlnoční podraz, Chaplin
- 1994 – Specialista, Útěk do Mexika
- 1995 – Nixon, Casino
- 1997 – Kontakt, Herkules
- 1999 – Vítězové a poražení, Smrt panen, Generálova dcera
- 2001 – Scary Movie 2, Final Fantasy: Esence života
- 2002 – Myšák Stuart Little 2, John Q
- 2005 – Svádění, Buď v klidu
- 2007 – Divoké vlny
- 2011 – Kung Fu Panda 2

### Televizní filmy
- 1971 – All the Way Home
- 1976 – Operace Blesk
- 1978 – The Gift of Love
- 1986 – Promise
- 1995 – Obvinění: Proces s McMartinovými
- 1999 – Sob Robbie a Velké sobí závody
- 2010 – Liga spravedlivých: Krize na dvou Zemích

### Televizní seriály
- 1998 – Herkules
- 2001 – House of Mouse
- 2005 – Griffinovi
- 2006 – Žralok
- 2013 – Ray Donovan